# Розанова, Людмила Семёновна
Людмила Семёновна Розанова (9 июля 1938, Реутово, Московская область — 11 декабря 2008, Москва) — советский и российский археолог, кандидат исторических наук. Старший научный сотрудник Института археологии РАН, один из ведущих специалистов в области истории древнего кузнечного ремесла.

## Биография
Родилась 9 июля 1938 года в рабочем посёлке Реутово (с 1940 — город Реутов) Московской области.
В 1958 году поступила на работу в лабораторию камеральной обработки Института археологии АН СССР (РАН). Уже в следующем году перешла в группу, ставшую основой формируемой в Институте лаборатории естественнонаучных методов. С этой лабораторией в дальнейшем оказалась связана вся её творческая жизнь.
В лаборатории Л. С. Розанова овладела методом археологической металлографии и в своих работах продолжила направление, внедрённое в археологию её учителем Б. А. Колчиным (1914—1984).
В 1971 году окончила исторический факультет Московского государственного университета по кафедре археологии.
В 1981 году защитила кандидатскую диссертацию по теме: «История железообрабатывающего производства у дославянского населения Волго-Окского междуречья в I тысячелетии н. э.».
Первая же опубликованная статья «Техника кузнечного ремесла в древнерусском городе Серенске» характеризовала Л. С. Розанову как скрупулёзного исследователя, способного подметить мельчайшие детали в анализируемом материале. Её работам были присущи пристальное внимание к аналитическим данным, попытки обоснования и объяснения всех, даже, как казалось на первый взгляд, малозначащих фактов. Опираясь на фундаментальный базис результатов конкретных анализов, она переходила к широким историческим обобщениям. В своих работах Л. С. Розанова неоднократно подчёркивала, что металлография для археологов является лишь методом, основная же задача исследования — воссоздание исторических процессов.
Свою экспедиционную деятельность Л. С. Розанова начала в Новгородской археологической экспедиции. Одна из её последних печатных работ была написана именно на новгородских материалах.
Для научной деятельности Л. С. Розановой был присущ широкий охват (как в хронологическом, так и в культурно-географическом плане) изучаемых объектов. Ею исследовались материалы от раннего железного века (ананьинская, дьяковская культуры) до эпохи позднего средневековья (Москва, памятники Припечорья). География её работ включает практически всю Восточную Европу от Эстонии на западе до Предуралья на востоке и от Карелии на севере до Восточного Причерноморья на юге.
Большое значение для истории древнерусского ремесла имеет вывод Л. С. Розановой (одновременно к такому же заключению пришла и Г. А. Вознесенская) о различии кузнечных традиций Северной и Южной Руси. Проанализировав результаты металлографических исследований более 1700 ножей из памятников различных древнерусских земель, исследователь сделала заключение, что для кузнечного ремесла южнорусских княжеств характерно использование простых технологий (преобладание цельножелезных и цельностальных предметов). Технологическое своеобразие северорусских земель Л. С. Розанова видела в предпочтительном использовании сварных конструкций (трёхслойный пакет и наварка).
Работы Л. С. Розановой имеют значение не только для отечественных специалистов. Её статьи опубликованы в Великобритании, Чехии, Италии, Японии, Венгрии, Польше. Она принимала участие в конференциях в Швеции, Венгрии, Чехии. Одним из последних был доклад, прочитанный на прошедшем в Суздале II Археологическом съезде.
Л. С. Розанова скоропостижно скончалась 11 декабря 2008 года прямо на своём рабочем месте, подготавливая на компьютере материалы для очередной работы. После неё остался большой задел практически готовых к публикации материалов, статей и монографий.

## Список основных работ Л. С. Розановой
- Техника кузнечного ремесла в древнерусском городе Серенске // Советская археология. 1973. № 2.
- Металлообработка на поселениях дьяковской культуры // Советская археология. 1978. № 2.
- Кузнечная техника на земле древней веси // Советская археология. 1984. № 1.
- The Art of Metal Working in the Ancient City of Suzdal (в соавт. с М. В. Седовой) // The Crafts of the Blacksmith. Belfast. 1984.
- Технология кузнечного производства в городах Новгородской земли // Новгород и Новгородская земля. Новгород. 1989.
- Технологическое изучение древнерусского кузнечного ремесла (итоги исследования за последние двадцать лет // Международный симпозиум «Archaeometallurgy of Iron». Praha. 1989.
- Своеобразие технологии кузнечного производства Южной и Северной Руси в домонгольский период // Проблемы археологии Южной Руси. Киев. 1990.
- К вопросу о производственной технологии ножей в древнем Новгороде (в соавт. с В. И. Завьяловым) // Материалы по археологии Новгорода. 1988. М. 1990.
- К вопросу о технических приёмах изготовления железных изделий из Старой Ладоги в докняжеский период // Новгородские археологические чтения. Новгород. 1994.
- Очерки по истории древней железообработки в Восточной Европе / Н. Н. Терехова, Л. С. Розанова, В. И. Завьялов, М. М. Толмачёва. — М.: Металлургия, 1997. — 320 с. — 1000 экз. — ISBN 5-229-01231-5. (обл.)
- Традиции в технологии железообработки Изборска // Труды VI Международного Конгресса славянской археологии. Славянский средневековый город. Т. 2. М. 1997.
- Кузнечные традиции летописных финно-угров: к проблеме культурных контактов (в соавт с Н. Н. Тереховой) // Российская археология: достижения XX и перспективы XXI вв. Ижевск. 2000.
- Технологические особенности в производстве кузнечных изделий из городища Лыхавере // Археология и история Пскова и Псковской земли. Материалы 50 научного семинара. Псков. 2004.
- К проблеме кавказских и местных традиций в технологии изготовления железных изделий из Старшего Ахмыловского могильника (в соавт. с Н. Н. Тереховой) // КСИА. Вып. 213. М. 2002.
- Технология изготовления кузнечных изделий из могильника Дюрсо близ Новороссийска (К проблеме различных производственных традиций) (в соавт. с Н. Н. Тереховой) // КСИА. Вып. 216. М. 2004.
- Iron-working in Classical sites of the North Pontic Area (according to the materials from Gorgippia) (в соавт. с Н. Н. Тереховой) // International conference «Arcaeometallurgy in Europe». Milan. 2003.
- Технико-технологическая характеристика кузнечных изделий античного времени из окрестностей Новороссийска (в соавт. с Н. Н. Тереховой) // На юго-восточных рубежах Азиатского Боспора. Москва-Новороссийск. 2005.
- Русское кузнечное ремесло в золотоордынский период и эпоху Московского государства / В. И. Завьялов, Л. С. Розанова, Н. Н. Терехова. — М.: Знак, 2007. — 170, [110] с. — ISBN 978-5-457-06804-9. (в пер.)
- История кузнечного ремесла финно-угорских народов Поволжья и Предуралья: К проблеме этнокультурных взаимодействий / В. И. Завьялов, Л. С. Розанова, Н. Н. Терехова. — М.: Знак, 2009. — 264 с. — 500 экз. — ISBN 978-5-9551-0287-0. (в пер.)
- Традиции и инновации в производственной культуре Северной Руси / В. И. Завьялов, Л. С. Розанова, Н. Н. Терехова; Ин-т археологии РАН. — М.: Анкил, 2012. — 370 с. — ISBN 978-5-86476-345-2. (в пер.)